# Union des démocrates mobutistes
 (février 2024).
Si vous disposez d'ouvrages ou d'articles de référence ou si vous connaissez des sites web de qualité traitant du thème abordé ici, merci de compléter l'article en donnant les références utiles à sa vérifiabilité et en les liant à la section « Notes et références ».
L’Union des Démocrates Mobutistes, (UDEMO) est un parti politique en République démocratique du Congo. Il est dirigé par Nzanga Mobutu, fils de l’ancien président du Zaïre, Mobutu Sese Seko.,

## Fondation
Le parti a été fondé par Nzanga Mobutu et son frère Giala Mobutu en 2003 en tant qu’organisation non gouvernementale (ONG), dans le but de préserver l’héritage de leur père, l’ancien président Mobutu Sese Seko, et de répondre aux défis sociaux et politiques du pays. Dès sa création, l’UDEMO a mis en avant une idéologie centrée sur la restauration de la paix, de l’unité nationale et de l’intégrité territoriale, reflétant son engagement à reconstruire une République démocratique du Congo cohésive et stable. Ces principes fondateurs ont servi de base à son évolution en parti politique et à sa participation au paysage politique national.

## Participation au gouvernement
Le 12 décembre 2005, Nzanga Mobutu a annoncé sa candidature à l’élection présidentielle prévue en juillet 2006. Plus tard en 2006, lors du second tour de l’élection, l’UDEMO est devenue une plateforme politique et a rejoint l’Alliance pour la majorité présidentielle (AMP), une coalition soutenant le président Joseph Kabila.
Le 8 janvier 2007, Nzanga a officiellement lancé sa carrière politique en tant que leader de l’UDEMO, un parti plaidant pour la restauration de la paix, de l’unité nationale et de l’intégrité territoriale. Le parti conserve une forte base de soutien dans la province d’Équateur, notamment à Gbadolite. Dans le cadre de la coalition AMP, Nzanga Mobutu a occupé les postes de ministre d’État chargé de l’Agriculture et, plus tard, de vice-premier ministre chargé des besoins sociaux de base dans le gouvernement de Kabila.
Nzanga Mobutu s’est présenté comme candidat présidentiel de l’UDEMO lors des élections de 2006 et 2011, obtenant respectivement 4,8 % et 1,6 % des voix. Lors des élections générales de 2006, l’UDEMO a remporté 9 des 500 sièges à l’Assemblée nationale. Aux élections sénatoriales de 2007, le parti a obtenu 1 des 108 sièges. Lors des élections générales de 2011, le parti a remporté 2 sièges à l’Assemblée nationale, suivi d’un seul siège en 2018. L’UDEMO a également conservé 1 siège au Sénat lors des élections de 2019 et 2024.
En 2023, l’UDEMO a rejoint l’Union sacrée de la nation (USN), la coalition présidentielle dirigée par le président Félix Tshisekedi.

## Histoire électorale

### Élections présidentielles
| Année | Candidat      | Votes   | %      | Position |
| ----- | ------------- | ------- | ------ | -------- |
| 2006  | Nzanga Mobutu | 808,397 | 4,77 % | 4ᵉ       |
| 2011  | Nzanga Mobutu | 285,273 | 1,57 % | 6ᵉ       |

### Élections législatives
| Année | Sièges à l’Assemblée nationale |
| ----- | ------------------------------ |
| 2006  | 9 / 500                        |
| 2011  | 2 / 500                        |
| 2018  | 1 / 500                        |
| 2023  | 0 / 500                        |

### Élections sénatoriales
| Année | Sièges au Sénat |
| ----- | --------------- |
| 2007  | 1 / 108         |
| 2019  | 1 / 109         |
| 2024  | 1 / 109         |